# Christian Penigaud
Christian Penigaud (Poitiers, 27 de febrero de 1964) es un deportista francés que compitió en voleibol, en la modalidad de playa. Ganó una medalla de oro en el Campeonato Europeo de Vóley Playa de 1993.

## Palmarés internacional
| Campeonato Europeo | Campeonato Europeo | Campeonato Europeo | Campeonato Europeo   |
| Año                | Lugar              | Medalla            | Pareja               |
| ------------------ | ------------------ | ------------------ | -------------------- |
| 1993               | Almería (España)   | Medalla de oro     | Jean-Philippe Jodard |